# Horní Myslová

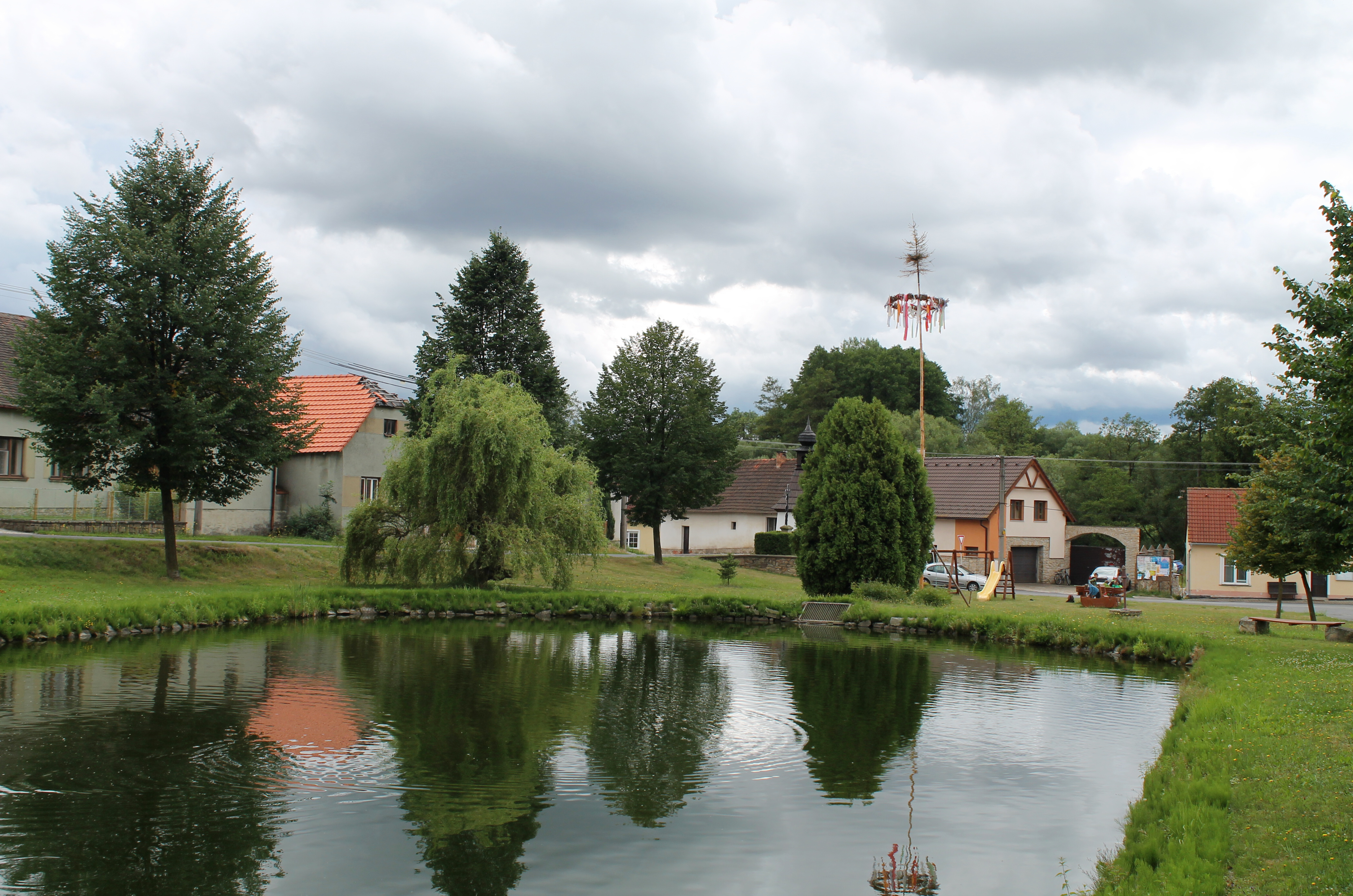
Dorfplatz

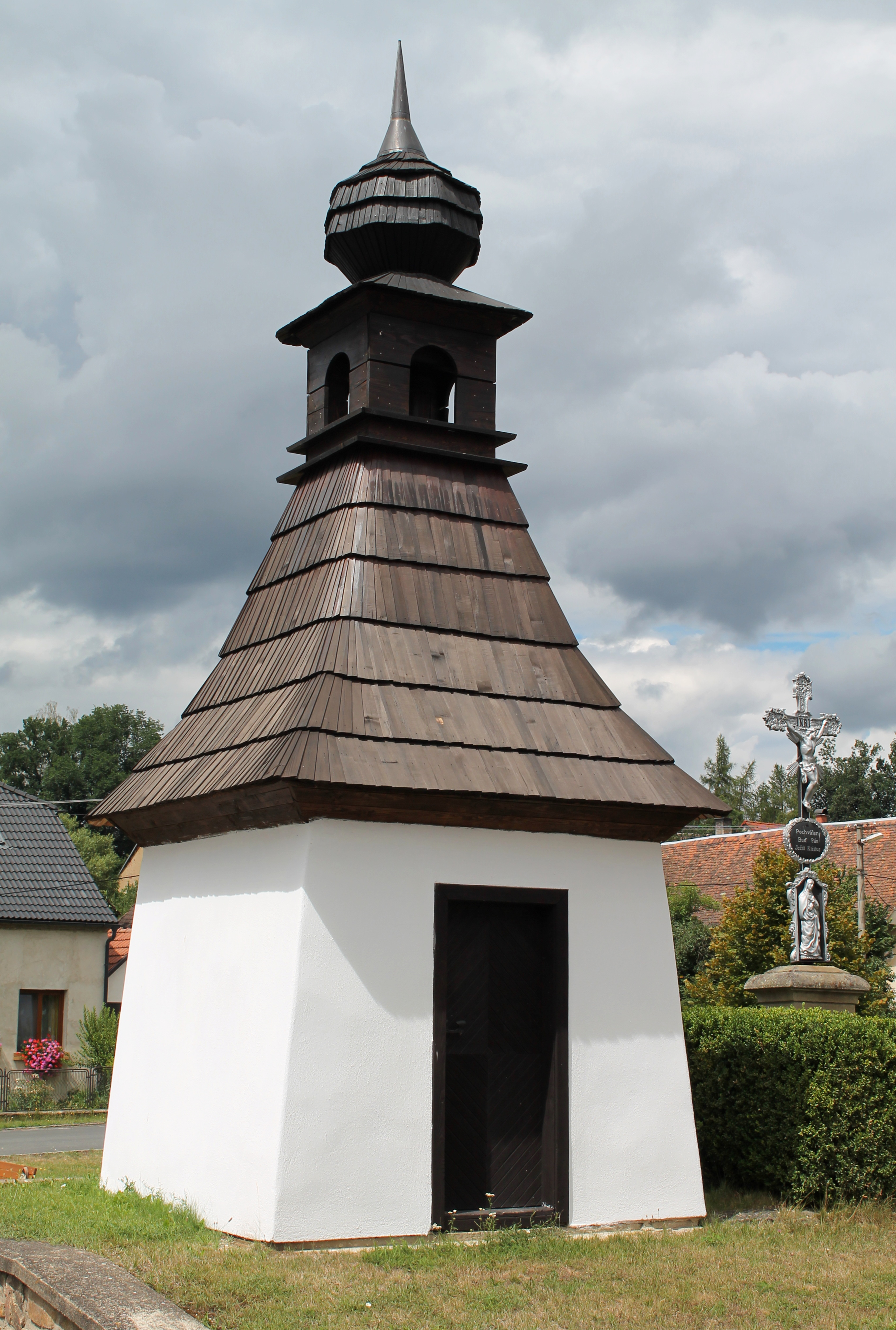
Glockenhäusel

Horní Myslová (deutsch Ober Mislau) ist eine Gemeinde in Tschechien. Sie liegt drei Kilometer südwestlich von Telč (Teltsch) und gehört zum Okres Jihlava.

## Geographie
Das Angerdorf Horní Myslová befindet sich linksseitig des Baches Myslůvka in der Dačická kotlina (Datschitzer Becken). Die Gemarkung erstreckt sich beiderseits der Myslůvka zwischen den Einmündungen der Bäche Krahulčí potok und Strouha. Nördlich erheben sich die Pahorky (537 m n.m.), im Nordosten der Klínek (559 m n.m.), südöstlich der Buzový (572 m n.m.), im Südwesten die Hora (664 m n.m.), westlich der Zdeňkov (671 m n.m.) sowie im Nordwesten die Březová hora (592 m n.m.). Gegen Westen liegt der Teich Smíchov.
Nachbarorte sind Krahulčí und Myslivna im Norden, Staré Město im Nordosten, Hladov, Kopřivův Mlýn und Městská Cihelna im Osten, Radkov, Myslůvka und Kostelní Myslová im Südosten, Zadní Vydří im Süden, Mysletice und Olší im Südwesten, Borovná im Westen sowie Dobrá Voda, Papírna und Mrákotín im Nordwesten.

## Geschichte
Die erste urkundliche Erwähnung von Misslowka erfolgte 1385 im Zuge eines Vergleichs zwischen den Vettern Heinrich dem Jüngeren von Neuhaus und Hermann von Neuhaus wegen der Güter Bielkau und Sternberg unter den Besitzungen der Burg Sternberg. Der Ortsname leitet sich vom Personennamen Mysl ab; er wurde später durch ein die Lage zum damaligen Hauptort Myslůvka beschreibendes Attribut erweitert. Heinrich III. von Neuhaus überschrieb 1392 das von seinem Bruder Heinrich dem Jüngeren geerbte Gut Sternberg im Austausch gegen eine Hälfte von Zlabings landtäflig dem Hermann von Neuhaus. Dieser überschrieb 1398 Sternberg und weitere Güter seiner Tochter Elisabeth/Eliška († 1417) und deren Ehemann Johann von Krawarn-Krumau erblich als Heiratsgut. Um 1410 gehörte das Gut Sternberg der Witwe Elisabeth und deren Sohn Benedict von Krawarn-Krumau (Benešek z Kravař). Im Jahre 1414 verglichen sich Ulrich und Johann d. Ä. von Neuhaus darüber, dass Ulrich nach Benedicts Tod Bielkau und Johann d. Ä. Sternberg übernehmen solle. Wenig später verkauften Benedict von Krawarn und seine Mutter das Gut Sternberg an Ulrich von Neuhaus, der es 1415 dem Heinrich von Neuhaus überschrieb. Nach der Zerstörung der Burg Sternberg im Jahre 1423 durch die Hussiten unter Jan Hvězda z Vícemilic schlug Anna von Neuhaus die zugehörigen Dörfer der Herrschaft Teltsch zu. Ab 1528 wurde das Dorf nach seiner Lage als Mislowa Hornj bezeichnet. Nach dem Tod des letzten männlichen Nachkommen der Herren von Neuhaus, Joachim Ulrich von Neuhaus, erbte dessen Besitzungen 1604 seine Tochter Lucie Ottilie, die seit 1602 mit Wilhelm Slawata verheiratet war. Nach dem Dreißigjährigen Krieg wurden 1656 im Hufenregister (Lánský rejstřík) für Mislowa Hornj 14 bewirtschaftete und drei verlassene Gehöfte aufgeführt. 1671 waren alle 17 Anwesen des Dorfes wieder bewohnt. Ab 1678 wurde die Ortsnamensform Ober Myslau verwendet. Nach dem Tod des letzten Grafen Slavata von Chlum und Koschumberg fiel Ober Myslau als Teil der Herrschaft Teltsch 1702 an Franz Anton von Liechtenstein-Kastelkorn, dessen gleichnamiger Enkel die Herrschaft 1754 an Alois Podstatský von Prusinowitz vererbte. Weitere Namensformen waren Ober Musslau (1718) und Ober Mislau (ab 1720). Im Jahre 1791 lebten in den 27 Häusern von Ober-Mislau 191 Personen. Zum Dorf gehörten 260 Joch Ackerland sowie größere Wiesenflächen und etwas Wald.
Im Jahre 1835 bestand das im Iglauer Kreis gelegene Dorf Ober-Mislau bzw. Mjslowa Hornj aus 30 Häusern mit 164 mährischsprachigen und katholischen Einwohnern. Die Wasserkraft des Mislauer bzw. Mrakotiner Baches wurde zum Betrieb von drei Mühlen mit Sägewerken genutzt; eine vierte Mühle war zum Werkhaus der k.k. priv. Teltscher Feintuchfabrik N. Biedermann umgebaut worden. Pfarr- und Schulort war Kirchmislau. Bis zur Mitte des 19. Jahrhunderts blieb das Dorf der Fideikommissherrschaft Teltsch untertänig, Besitzer waren die Grafen von Podstatzky-Liechtenstein.
Nach der Aufhebung der Patrimonialherrschaften bildete Ober-Mislau ab 1849 eine Gemeinde im Gerichtsbezirk Teltsch. Ab 1869 gehörte Hornj Mjslowa zum Bezirk Datschitz. Zu dieser Zeit hatte die Gemeinde 193 Einwohner und bestand aus 32 Häusern. Ab 1872 wurden Horní Myslová und Ober Myslau als Ortsnamen verwendet. Im Jahre 1900 lebten in Horní Myslová 180 Personen, 1910 waren es 154. Nach dem Zusammenbruch der k.k. Monarchie wurde die Gemeinde 1918 Teil der neu gebildeten Tschechoslowakei. Beim Zensus von 1921 lebten in den 29 Häusern der Gemeinde Horní Myslová / Ober Mislau 155 Personen, davon 154 Tschechen. Im Jahre 1930 bestand die Gemeinde Horní Myslová aus 29 Häusern und hatte 184 Einwohner. Zwischen 1939 und 1945 war die Gemeinde Teil des Protektorats Böhmen und Mähren. Nach dem Ende des Zweiten Weltkrieges wurde Horní Myslová wieder Teil der Tschechoslowakei. 1949 erfolgte die Umgliederung in den Okres Třešť. Im Jahre 1950 lebten in den 28 Häusern von Horní Myslová nur noch 99 Personen. Seit 1961 gehört Horní Myslová zum Okres Jihlava. Im Jahre 1970 hatte Horní Myslová 104 Einwohner. Zum 1. Juli 1980 erfolgte die Eingemeindung nach Telč. Im Jahre 1991 lebten in den 26 Wohnhäusern von Horní Myslová 92 Personen. Mit Beginn des Jahres 1992 löste sich Horní Myslová von Telč los und bildete wieder eine eigene Gemeinde. Beim Zensus von 2011 bestand die Gemeinde aus 33 Häusern und hatte 86 Einwohner. 

## Gemeindegliederung
Für die Gemeinde Horní Myslová sind keine Ortsteile ausgewiesen. Zu Horní Myslová gehören die Einschichten Kopejtkův Mlýn und Nechvátalův Mlýn. Das Gemeindegebiet bildet einen Katastralbezirk.

## Sehenswürdigkeiten
- Glockenhäusel auf dem Dorfanger
- Mehrere Flur- und Wegkreuze
- Ehemalige Wassermühle Nechvátalův mlýn (Nr. 26), südöstlich des Dorfes
- Ehemalige Wassermühle Němcův mlýn (Nr. 17), am südlichen Ortsrand
- Ehemalige Wassermühle Kopejtkův mlýn (Nr. 27), nordwestlich des Dorfes, heute Pension

## Trivia
Im Sommer 1978 wurden in den Feldern nördlich von Horní Myslová Szenen des Films Woyzeck von Werner Herzog gedreht.